# Stefan Sandström
Stefan Georg Folke Sandström, tidigare Glad, född 25 augusti 1960, är en svensk företagsledare. Han är grundare och ägare av Kambua International, ett ponzibedrägeri för vilket Sandström sommaren 2023 dömdes till ett flerårigt fängelsestraff 
Domen överklagades till Hovrätten som i juni 2024 fastställde tingsrättens dom samt begärde Sandström häktad och ålade honom att betala 68 miljoner kronor i skadestånd.

## Företagshistorik
Kambua Limited grundades i Storbritannien i februari 2012 med syftet att sälja investeringstjänster och där Sandströms roll definierades som VD (”director”). År 2013 avvecklades dock Kambua Limited hos den brittiska motsvarigheten till Bolagsverket.
År 2014 grundades Kambua International Ltd med säte på Seychellerna. I maj 2016 registrerade Stefan Sandström bolaget SS International Trading AB.  Kambua står för "Konsten Att Må Bra Utan Anledning"

## Sponsringen av Broberg/Söderhamn bandy och Kalmar HC
I september 2017 intervjuades Stefan Sandström angående de då nyligen överenskomna sponsoravtalen, varvid framkom att Kambua International skulle sponsra Kalmar HC "med ett sjusiffrigt belopp över tre år", liksom även att detta skulle öronmärkas för spelarköp.